# همستر طلایی

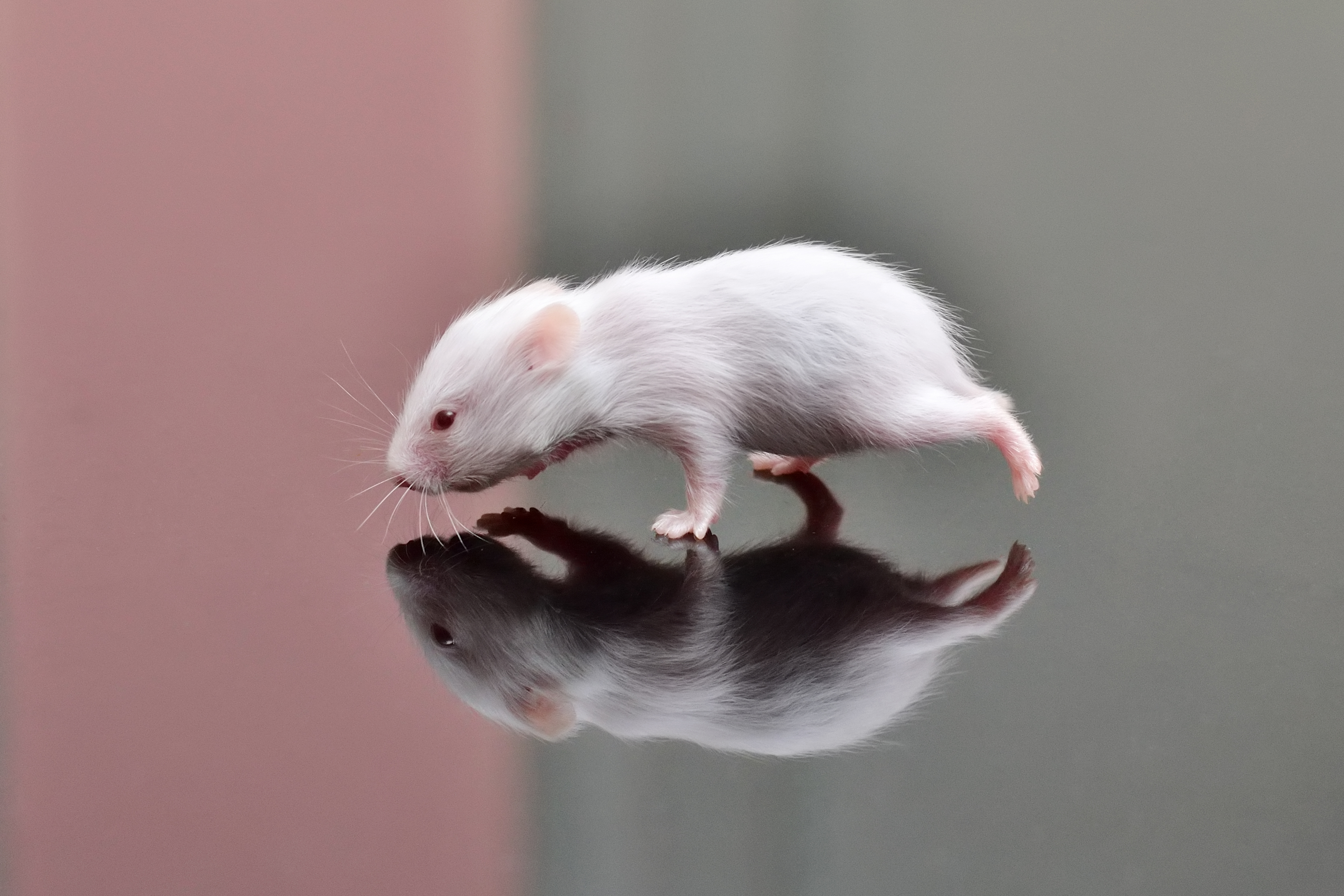
نگاره‌ای از یک همستر سوری ۲ هفته‌ای با چشمانی قرمز رنگ.

همستر طلایی (نام علمی: Mesocricetus auratus) یا همستر سوری نام یک گونه از زیرخانواده همستر است. طول جانور بالغ حدود ۱۳ تا ۱۸ سانتیمتر است و طول عمری دو تا سه ساله دارد. وزنشان نیز به حدود ۱۲۰ تا ۱۲۵ گرم می‌رسد.
این جانور تنها در شمال سوریه و جنوب ترکیه زندگی می‌کند و نسل آن به دلیل تخریب زیستگاه در خطر نابودی قرار دارد. با این وجود جمعیت همسترهای در اسارت که به عنوان حیوان دست‌آموز خانگی نگهداری می‌شوند رو به گسترش است. اغلب همسترهایی که در بازار حیوانات خانگی به فروش می‌رسند، از این گونه هستند که نژادهای گوناگون آن به رنگ‌های گوناگونی درآمده‌اند.